# عياش بلعود
عياش بلعود (مواليد 5 يناير 1984) لاعب كرة قدم جزائري . يلعب حاليًا كلاعب خط وسط لمولودية قسنطينة في الرابطة الجزائرية المحترفة الثانية لكرة القدم . 

## سيرة شخصية
في ديسمبر 2007، وحصل عياش بلعود على تجربة ناجحة مع نادي بنفيكا البرتغالي. ومع ذلك، كان لا يزال متعاقدًا مع اتحاد البليدة، ولم يتمكن من الانضمام إلى الفريق. انضم إلى شبيبة القبائل في صيف 2008 لكنه ترك النادي بعد موسم واحد فقط للتعاقد مع مولودية سعيدة في الرابطة الجزائرية المحترفة الثانية لكرة القدم.

## دوليًا
في 5 أبريل 2008 ، استدعي بلعود من قبل المنتخب الجزائري أ لمباراة ضد اتحاد البليدة يوم 11 أبريل.

## روابط خارجية
- عياش بلعود على موقع قاعدة بيانات كرة القدم.إي يو (الإنجليزية)